# Саларев, Сергей Гаврилович
Саларев Сергей Гаврилович (15 [26] сентября 1792 — 25 августа [6 сентября] 1820, Москва, Российская империя) — русский писатель

 XIX века.

## Биография
Сергей Гаврилович окончил курс в Московском университете.

## Публикации
Поместил несколько басней и лирических стихотворений в сборнике «В удовольствие и пользу», в «Трудах» общества любителей российской словесности — «Смерть Игоря», «Развалина Новгорода», «Жизнь боярина А. С. Матвеева» и др., в альманахе «Каллиопа» — «Похвальное слово Пожарскому», в «Вестнике Европы» (1819, ч. CIII и CIV) — «Описание разного рода российских грамот».